# Spukhaus

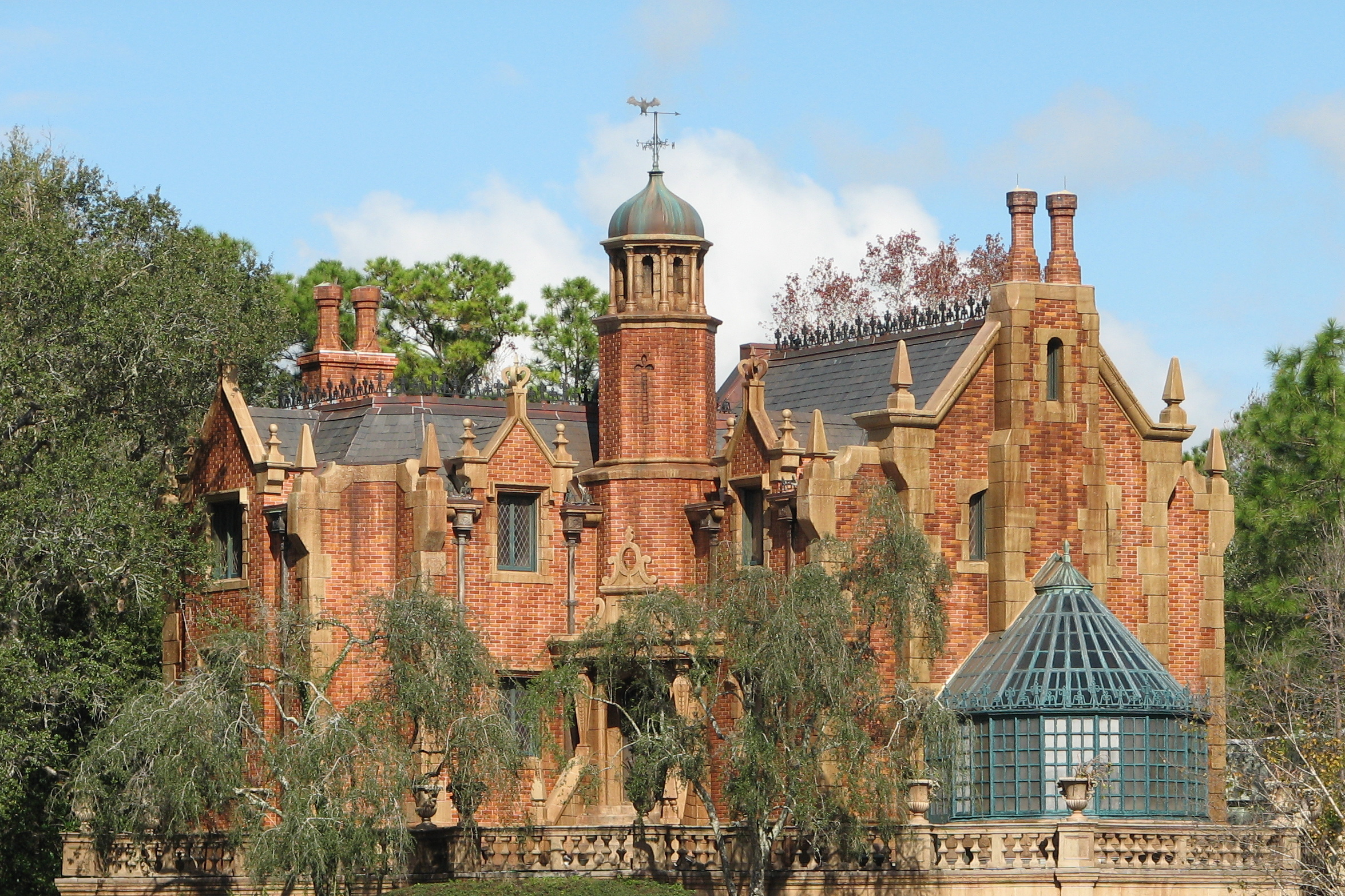
The Haunted Mansion: ein Spukhaus als Attraktion eines Freizeitparks

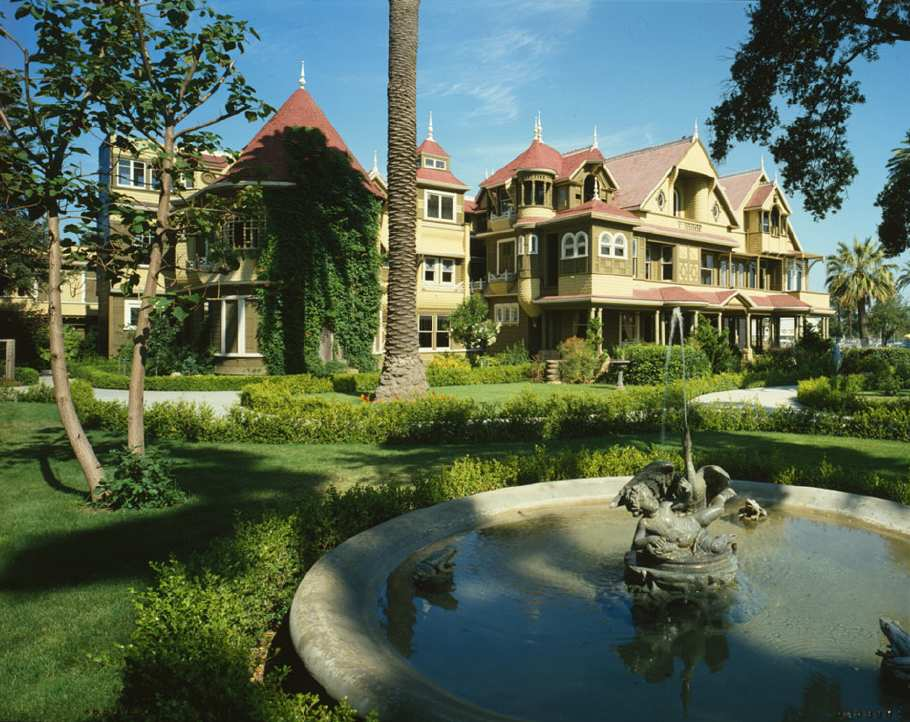
Das Winchester House in San Jose, Kalifornien, USA

Ein Spukhaus ist ein Gebäude (oder als Spukzimmer ein einzelnes Zimmer) in dem es spuken soll. Als Abart für Schlösser hat sich der Begriff Spukschloss eingebürgert. Das Spukhaus hat als Motiv Eingang in Literatur, Film und Videospiele gefunden.

## Beispiele für vermeintliche Spukhäuser
Beispiele für Spukhäuser:

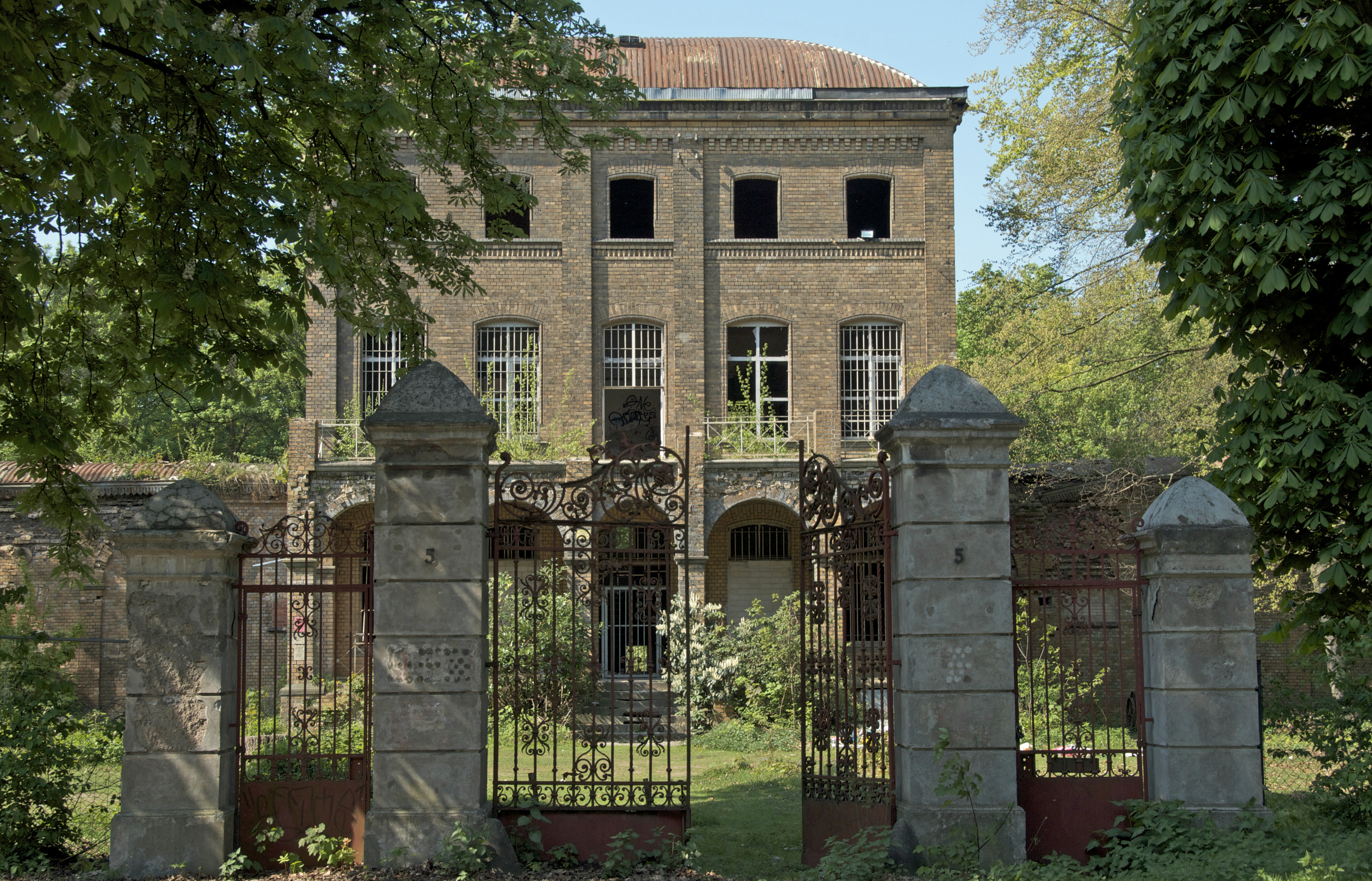
Geisterhaus Fühlingen in Köln

- Geisterhaus Hohensyburg, Dortmund, 2009 abgerissen
- Geistervilla am Burgberg in Verden
- Herrenhaus Villa Oppenheim, Köln-Fühlingen
- Kloster Marienborn, Burbach
- Scheifenhaus, Obgruiten
- Villa Puth, Blankenstein
- Kloster in Wessobrunn

## Das Spukhaus als literarisches Motiv
Es ist ein Motiv der phantastischen Literatur, das sich vor allem im 19. Jahrhundert großer Beliebtheit erfreute und auch später – etwa im Film – immer wieder verwendet wurde. Die Vorliebe vieler Autoren für dieses Motiv hängt einerseits mit seinen dramatisch ergiebigen Variationsmöglichkeiten zusammen, andererseits mit dem immanenten Ziel des Phantastischen, das hier recht einfach umzusetzen ist: Der Verunsicherung des Rezipienten und dem damit verbundenen Gefühl des Unheimlichen, das entsteht, wenn die Realität und Alltagswahrnehmung in Frage gestellt wird. Geht die Bedrohung gerade von dem Objekt aus, das die Geborgenheit des Menschen am sinnfälligsten verkörpert, dem Haus oder Zimmer, ist der Effekt umso beunruhigender, ja dramatischer.

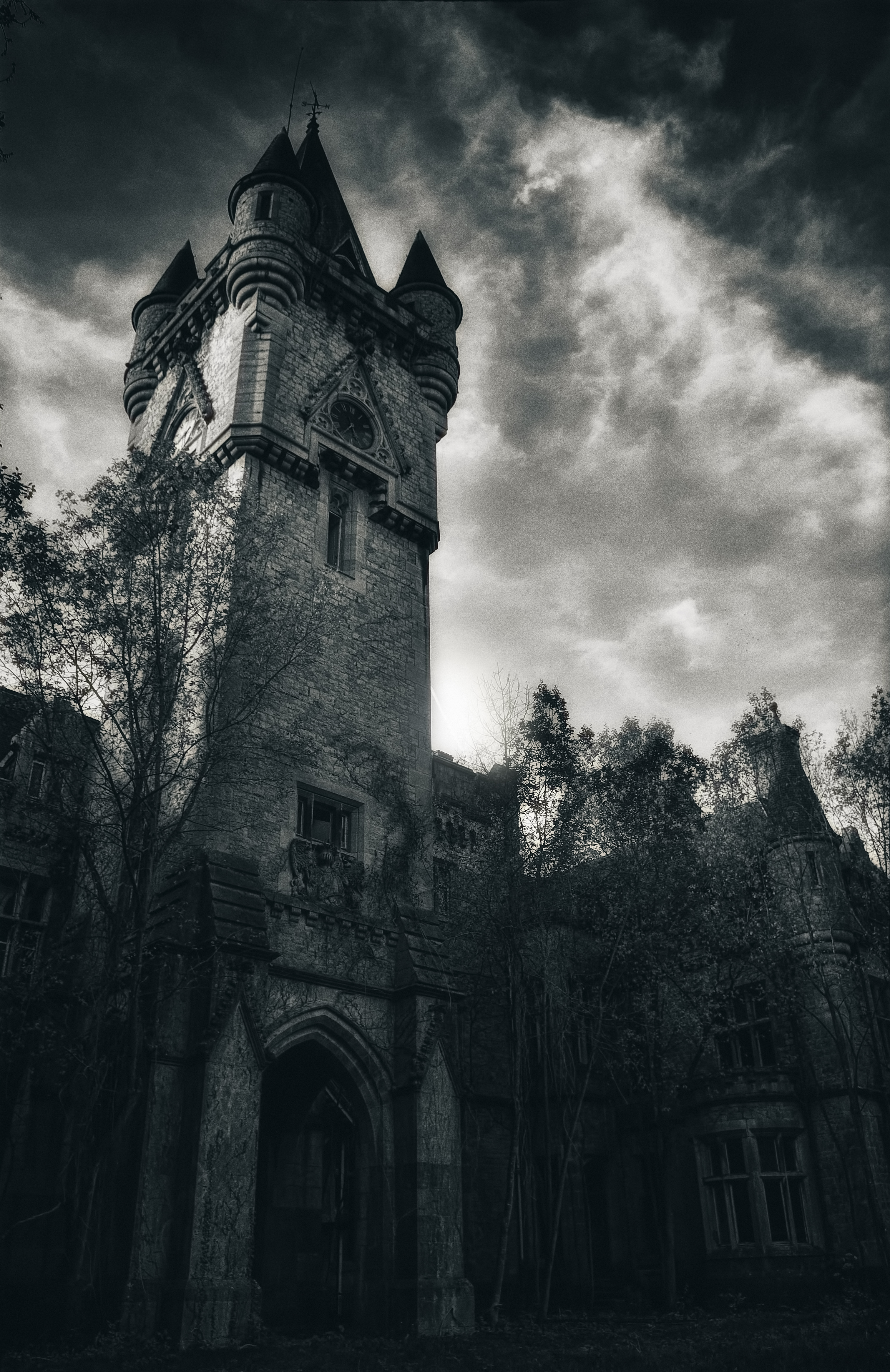
Château de Noisy, Belgien

Am Anfang einer typischen Spukhausgeschichte beziehen die Protagonisten häufig ein neues Haus oder mieten ein Zimmer – im Film für den Zuschauer meist durch entsprechende Kameraführung und Musik ins Unheimlich-Bedrohliche gerückt –, um nach einiger Zeit feststellen zu müssen, dass sich seltsame Dinge unterschiedlicher Natur ereignen. Können diese anfangs scheinbar noch rational erklärt werden, schwindet diese Hoffnung im Laufe der Handlung in aller Regel. Am Ende werden die Phänomene häufig auf Verbrechen im Haus zurückgeführt, was dazu führen kann, den Spuk zu beenden; andererseits ist es auch möglich, dass die Bewohner sich gezwungen sehen, das Haus zu verlassen.
Autoren wie Joseph Sheridan Le Fanu, Ambrose Bierce, H. P. Lovecraft und Stephen King (Shining) haben das Motiv auf je spezifische Weise verarbeitet.

## Das Spukhaus als Filmmotiv (Beispiele)
- 1921: Das verwunschene Haus (The Haunted House) mit Buster Keaton
- 1927: Spuk im Schloß (The Cat and the Canary)
- 1930: Spuk um Mitternacht (The Laurel-Hardy Murder Case) div. Sprachfassungen mit Laurel & Hardy
- 1959: Das Haus auf dem Geisterhügel (The House on Haunted Hill)
- 1963: Bis das Blut gefriert (The Haunting)
- 1973: Rendezvous zum fröhlichen Tod (Au rendez-vous de la mort joyeuse)
- 1977: Hausu (ハウス)
- 1979: Amityville Horror
- 1980: Shining (The Shining)
- 1981: Tanz der Teufel (Evil Dead)
- 1982: Poltergeist
- 1988: Beetlejuice
- 1999: Haunted Hill
- 2001: The Others
- 2002: Stephen Kings Haus der Verdammnis (Stephen King’s Rose Red)
- 2003: Die Geistervilla (2003) (The Haunted Mansion)
- 2004: The Grudge – Der Fluch (The Grudge)
- 2005: Der verbotene Schlüssel (The Skeleton Key)
- 2006: Monster House
- 2007: Das Waisenhaus (El orfanato)
- 2012: Die Frau in Schwarz (The Woman in Black)
- 2022: Studio 666
- 2023: Geistervilla (2023) (Haunted Mansion)

## Das Spukhaus als Thema in Videospielen (Beispiele)
- Das Computerspiel Maniac Mansion spielt auf das Thema des unheimlichen großen Herrenhauses an.
- Die Computerspielreihen Alone in the Dark und Resident Evil spielen vorwiegend in Spukhäusern und haben das Genre des Survival Horrors begründet.
- Im Videospiel Thief: Deadly Shadows taucht das Motiv eines Spukhauses auf, die „Wiege“ ist ein altes verlassenes Waisenhaus.

## Das Spukhaus als künstlerische Installation (Beispiele)
In den USA sind Haunted-House-Installationen zu Halloween schon länger üblich. Wie auch die Halloween-Tradition selbst, schwappt es – allerdings verzögert – nach Europa. Es gibt einige dieser Installationen mit unterschiedlicher Basis auch in Deutschland. Die Installationen folgen, ähnlich den Horrorfilmen, dem Wunsch der Menschen sich durch und beim Gruseln zu Vergnügen. Alle diese Installationen sind nur rund um Halloween offen.
- Nach eigenen Angaben ist das älteste Haunted House in Deutschland auf Burg Frankenstein in Hessen.[4]
- Eine relative neue Installation ist das Spuklabyrinth bei München im Labyrinth der Legenden.[5]
- Auch Freizeitparks nehmen sich zunehmend des Themas an.[6]